# جيمس سيرل داولي
جيمس سيرل داولي (4 أكتوبر 1877-30 مارس 1949) مخرج أفلام أمريكي ومنتج وكاتب سيناريو وممثل مسرحي وكاتب مسرحي. أخرج أكثر من 300 فيلم قصير و 56 فيلمًا سينمائي، كما كتب سيناريوهات للعديد من أعماله ، بما في ذلك سيناريوهات لفيلم الرعب فرانكنشتاين عام 1910، وهو أول تعديل معروف على الشاشة لرواية ماري شيلي عام 1818. كتب داولي ما لا يقل عن 18 مسرحية لشركات المرجع ولعدة إنتاجات في برودواي.

## روابط خارجية
- جيمس سيرل داولي في قاعدة بيانات الأفلام على الإنترنت
- جيمس سيرل داولي في قاعدة بيانات برودواي على الإنترنت